# Zwartwangboomgors
De zwartwangboomgors (Microspingus melanoleucus synoniem: Poospiza melanoleuca) is een zangvogel uit de familie Thraupidae (tangaren).

## Verspreiding en leefgebied
Deze soort komt voor van westelijk Bolivia tot noordelijk Argentinië, Paraguay, Uruguay en zuidwestelijk Brazilië.